# Wyścig Japonii WTCC 2014
Wyścig Japonii WTCC 2014 – jedenasta runda World Touring Car Championship w sezonie 2014. Rozegrała się w dniach 24-26 października 2014 w Suzuce na torze Suzuka International Racing Course.

## Lista startowa
| Nr | Kierowca          | Zespół                               | Samochód                | Opony |
| -- | ----------------- | ------------------------------------ | ----------------------- | ----- |
| 1  | Yvan Muller       | Citroën Total WTCC                   | Citroën C-Elysée WTCC   | Y     |
| 2  | Gabriele Tarquini | Castrol Honda World Touring Car Team | Honda Civic WTCC        | Y     |
| 3  | Tom Chilton       | ROAL Motorsport                      | Chevrolet RML Cruze TC1 | Y     |
| 4  | Tom Coronel       | ROAL Motorsport                      | Chevrolet RML Cruze TC1 | Y     |
| 5  | Norbert Michelisz | Zengő Motorsport                     | Honda Civic WTCC        | Y     |
| 6  | Franz Engstler    | Liqui Moly Team Engstler             | BMW 320 TC              | Y     |
| 7  | Hugo Valente      | Campos Racing                        | Chevrolet RML Cruze TC1 | Y     |
| 9  | Sébastien Loeb    | Citroën Total WTCC                   | Citroën C-Elysée WTCC   | Y     |
| 10 | Gianni Morbidelli | ALL–INKL.COM Münnich Motorsport      | Chevrolet RML Cruze TC1 | Y     |
| 11 | James Thompson    | Lada Sport Lukoil                    | Łada Granta 1.6T        | Y     |
| 12 | Robert Huff       | Lada Sport Lukoil                    | Łada Granta 1.6T        | Y     |
| 14 | Michaił Kozłowski | Lada Sport Lukoil                    | Łada Granta 1.6T        | Y     |
| 18 | Tiago Monteiro    | Castrol Honda World Touring Car Team | Honda Civic WTCC        | Y     |
| 19 | Henry Kwong       | Campos Racing                        | SEAT León WTCC          | Y     |
| 25 | Mehdi Bennani     | Proteam Racing                       | Honda Civic WTCC        | Y     |
| 26 | Filipe de Souza   | Liqui Moly Team Engstler             | BMW 320 TC              | Y     |
| 27 | John Filippi      | Campos Racing                        | SEAT León WTCC          | Y     |
| 37 | José María López  | Citroën Total WTCC                   | Citroën C-Elysée WTCC   | Y     |
| 77 | René Münnich      | ALL–INKL.COM Münnich Motorsport      | Chevrolet RML Cruze TC1 | Y     |
| 98 | Dušan Borković    | NIS Petrol by Campos Racing          | Chevrolet RML Cruze TC1 | Y     |
| Nr | Kierowca          | Zespół                               | Samochód                | Opony |

## Wyniki

### I Sesja treningowa
| Nr | Kierowca    | Konstruktor        | Czas     | Okr. |
| -- | ----------- | ------------------ | -------- | ---- |
| 1  | Yvan Muller | Citroën Total WTCC | 2:08,066 | 3    |

### II Sesja treningowa
| Nr | Kierowca    | Konstruktor        | Czas     | Okr. |
| -- | ----------- | ------------------ | -------- | ---- |
| 1  | Yvan Muller | Citroën Total WTCC | 2:07,953 | 8    |

### Kwalifikacje
Źródło: fiawtcc.com
| Poz. | Nr | Kierowca          | Konstruktor                 | Q1       | Q2       | Q3       | Poz. s. |
| --- | --- | ----------------- | --------------------------- | -------- | -------- | -------- | ------- |
| 1 | 37 | José María López  | Citroën Total WTCC          | 2:06,277 | 2:05,605 | 2:05,439 | 1       |
| 2 | 1 | Yvan Muller       | Citroën Total WTCC          | 2:06,115 | 2:05,512 | 2:05,514 | 2       |
| 3 | 9 | Sébastien Loeb    | Citroën Total WTCC          | 2:06,854 | 2:05,761 | 2:05,590 | 3       |
| 4 | 3 | Tom Chilton       | ROAL Motorsport             | 2:06,790 | 2:06,035 | 2:06,321 | 4       |
| 5 | 7 | Hugo Valente      | Campos Racing               | 2:07,716 | 2:06,745 | 2:06,703 | 5       |
| 6 | 5 | Norbert Michelisz | Zengő Motorsport            | 2:07,803 | 2:06,865 | –        | 6       |
| 7 | 10 | Gianni Morbidelli | Münnich Motorsport          | 2:07,251 | 2:06,906 | –        | 7       |
| 8 | 4 | Tom Coronel       | ROAL Motorsport             | 2:07,343 | 2:06,993 | –        | 8       |
| 9 | 98 | Dušan Borković    | NIS Petrol by Campos Racing | 2:07,523 | 2:07,132 | –        | 9       |
| 10 | 2 | Gabriele Tarquini | Castrol Honda WTCC          | 2:07,041 | 2:07,305 | –        | 10      |
| 11 | 18 | Tiago Monteiro    | Castrol Honda WTCC          | 2:07,650 | 2:07,715 | –        | 11      |
| 12 | 25 | Mehdi Bennani     | Proteam Racing              | 2:07,851 | 2:08,140 | –        | 12      |
| 13 | 12 | Robert Huff       | Lada Sport Lukoil           | 2:08,241 | –        | –        | 13      |
| 14 | 11 | James Thompson    | Lada Sport Lukoil           | 2:08,677 | –        | –        | 14      |
| 15 | 14 | Michaił Kozłowski | Lada Sport Lukoil           | 2:09,472 | –        | –        | 15      |
| 16 | 77 | René Münnich      | Münnich Motorsport          | 2:10,014 | –        | –        | 16      |
| 17 | 6 | Franz Engstler    | Liqui Moly Team Engstler    | 2:13,585 | –        | –        | 17      |
| 18 | 27 | John Filippi      | Campos Racing               | 2:13,892 | –        | –        | 18      |
| 19 | 26 | Filipe de Souza   | Liqui Moly Team Engstler    | 2:16,951 | –        | –        | 19      |
| Nie wystartowali / niedopuszczeni do ponownego startu | |                   |                             |          |          |          |         |
| 20 | 19 | Henry Kwong       | Campos Racing               | –        | –        | –        | 20      |
| Poz. | Nr | Kierowca          | Konstruktor                 | Q1       | Q2       | Q3       | Poz. s. |
| \| Legenda \| Legenda \| \| ------------------------ \| ---------------------------------------------------------------------------------------------------------------------------------------------------------------------------------------------------------------------------------------------------------------- \| \| Poz. Nr Q1 Q2 Q3 Poz. s. \| Pozycja zajęta w sesji kwalifikacyjnej Numer startowy kierowcy Wynik uzyskany w pierwszej części kwalifikacji Wynik uzyskany w drugiej części kwalifikacji Wynik uzyskany w trzeciej części kwalifikacji Pozycja startowa po uwzględnięniu kar, przesunięć, itp. \| | |                   |                             |          |          |          |         |
| Legenda | |                   |                             |          |          |          |         |
| Poz. Nr Q1 Q2 Q3 Poz. s. | Pozycja zajęta w sesji kwalifikacyjnej Numer startowy kierowcy Wynik uzyskany w pierwszej części kwalifikacji Wynik uzyskany w drugiej części kwalifikacji Wynik uzyskany w trzeciej części kwalifikacji Pozycja startowa po uwzględnięniu kar, przesunięć, itp. |                   |                             |          |          |          |         |

### Wyścig 1

#### Wyścig
Źródło: Wyprzedź Mnie!
| P                 | + / –     | Nr | Kierowca          | Konstruktor                 | Okr. | Czas / Strata | Komentarz |
| ----------------- | --------- | -- | ----------------- | --------------------------- | ---- | ------------- | --------- |
| 1                 | Bez zmian | 37 | José María López  | Citroën Total WTCC          | 11   | 23:54,353     |           |
| 2                 | 2         | 3  | Tom Chilton       | ROAL Motorsport             | 11   | +0:08,473     |           |
| 3                 | Bez zmian | 9  | Sébastien Loeb    | Citroën Total WTCC          | 11   | +0:09,693     |           |
| 4                 | 2         | 5  | Norbert Michelisz | Zengő Motorsport            | 11   | +0:10,414     |           |
| 5                 | Bez zmian | 7  | Hugo Valente      | Campos Racing               | 11   | +0:12,153     |           |
| 6                 | 4         | 2  | Gabriele Tarquini | Castrol Honda WTCC          | 11   | +0:12,707     |           |
| 7                 | 1         | 4  | Tom Coronel       | ROAL Motorsport             | 11   | +0:13,514     |           |
| 8                 | 1         | 98 | Dušan Borković    | NIS Petrol by Campos Racing | 11   | +0:14,340     |           |
| 9                 | 2         | 18 | Tiago Monteiro    | Castrol Honda WTCC          | 11   | +0:16,507     |           |
| 10                | 3         | 10 | Gianni Morbidelli | Münnich Motorsport          | 11   | +0:17,846     |           |
| 11                | 1         | 25 | Mehdi Bennani     | Proteam Racing              | 11   | +0:20,907     |           |
| 12                | 1         | 12 | Robert Huff       | Lada Sport Lukoil           | 11   | +0:21,696     |           |
| 13                | 1         | 11 | James Thompson    | Lada Sport Lukoil           | 11   | +0:22,802     |           |
| 14                | 1         | 14 | Michaił Kozłowski | Lada Sport Lukoil           | 11   | +0:32,602     |           |
| 15                | 2         | 6  | Franz Engstler    | Liqui Moly Team Engstler    | 11   | +1:16,593     |           |
| 16                | 2         | 27 | John Filippi      | Campos Racing               | 11   | +1:19,083     |           |
| 17                | 3         | 19 | Henry Kwong       | Campos Racing               | 11   | +2:15,944     |           |
| Niesklasyfikowani |           |    |                   |                             |      |               |           |
|                   |           | 1  | Yvan Muller       | Citroën Total WTCC          | 7    |               |           |
|                   |           | 77 | René Münnich      | Münnich Motorsport          | 7    |               |           |
|                   |           | 26 | Filipe de Souza   | Liqui Moly Team Engstler    | 2    |               |           |
| P                 | + / –     | Nr | Kierowca          | Konstruktor                 | Okr. | Czas / Strata | Komentarz |

#### Najszybsze okrążenie
| Nr | Kierowca         | Konstruktor        | Czas     | Okr. |
| -- | ---------------- | ------------------ | -------- | ---- |
| 37 | José María López | Citroën Total WTCC | 2:09,279 | 5    |

#### Prowadzenie w wyścigu
| Nr                              | Kierowca         | Okrążenia | Suma |
| ------------------------------- | ---------------- | --------- | ---- |
| 37                              | José María López | 1-11      | 11   |
| \| Wykres \| \| ------ \| \| \| |                  |           |      |
| Wykres                          |                  |           |      |
|                                 |                  |           |      |

### Wyścig 2

#### Wyścig
Źródło: Wyprzedź Mnie!
| P                 | + / –     | Nr | Kierowca          | Konstruktor                 | Okr. | Czas / Strata | Komentarz |
| ----------------- | --------- | -- | ----------------- | --------------------------- | ---- | ------------- | --------- |
| 1                 | Bez zmian | 2  | Gabriele Tarquini | Castrol Honda WTCC          | 11   | 23:55,783     |           |
| 2                 | Bez zmian | 98 | Dušan Borković    | NIS Petrol by Campos Racing | 11   | +0:01,725     |           |
| 3                 | 2         | 5  | Norbert Michelisz | Zengő Motorsport            | 11   | +0:04,360     |           |
| 4                 | 1         | 4  | Tom Coronel       | ROAL Motorsport             | 11   | +0:05,497     |           |
| 5                 | 4         | 1  | Yvan Muller       | Citroën Total WTCC          | 11   | +0:06,116     |           |
| 6                 | 4         | 37 | José María López  | Citroën Total WTCC          | 11   | +0:06,346     |           |
| 7                 | 1         | 9  | Sébastien Loeb    | Citroën Total WTCC          | 11   | +0:06,665     |           |
| 8                 | 4         | 10 | Gianni Morbidelli | Münnich Motorsport          | 11   | +0:14,062     |           |
| 9                 | 2         | 18 | Tiago Monteiro    | Castrol Honda WTCC          | 11   | +0:14,791     |           |
| 10                | 3         | 3  | Tom Chilton       | ROAL Motorsport             | 11   | +0:15,104     |           |
| 11                | 2         | 12 | Robert Huff       | Lada Sport Lukoil           | 11   | +0:16,916     |           |
| 12                | 2         | 11 | James Thompson    | Lada Sport Lukoil           | 11   | +0:18,818     |           |
| 13                | 2         | 14 | Michaił Kozłowski | Lada Sport Lukoil           | 11   | +0:26,036     |           |
| 14                | 4         | 27 | John Filippi      | Campos Racing               | 11   | +1:26,585     |           |
| 15                | 5         | 26 | Filipe de Souza   | Liqui Moly Team Engstler    | 11   | +1:50,307     |           |
| 16                | Bez zmian | 77 | René Münnich      | Münnich Motorsport          | 11   | +2:21,310     |           |
| Niesklasyfikowani |           |    |                   |                             |      |               |           |
|                   |           | 7  | Hugo Valente      | Campos Racing               | 5    |               |           |
|                   |           | 19 | Henry Kwong       | Campos Racing               | 5    |               |           |
|                   |           | 6  | Franz Engstler    | Liqui Moly Team Engstler    | 4    |               |           |
|                   |           | 25 | Mehdi Bennani     | Proteam Racing              | 0    |               |           |
| P                 | + / –     | Nr | Kierowca          | Konstruktor                 | Okr. | Czas / Strata | Komentarz |

#### Najszybsze okrążenie
| Nr | Kierowca          | Konstruktor        | Czas     | Okr. |
| -- | ----------------- | ------------------ | -------- | ---- |
| 2  | Gabriele Tarquini | Castrol Honda WTCC | 2:09,063 | 2    |

#### Prowadzenie w wyścigu
| Nr                              | Kierowca          | Okrążenia | Suma |
| ------------------------------- | ----------------- | --------- | ---- |
| 2                               | Gabriele Tarquini | 1-11      | 11   |
| \| Wykres \| \| ------ \| \| \| |                   |           |      |
| Wykres                          |                   |           |      |
|                                 |                   |           |      |